# Amfiteatar u Trieru
Amfiteatar u Trieru rimski je amfiteatar koji je nakon završetka oko 100. god. mogao primiti oko 18,000 posjetitelja.
Od 1986. god., amfiteatar je UNESCO-ova svjetska baština, uz druge Trierske rimske spomenike, Katedralu i Gospinu crkvu.
Kazalište je izgrađeno oko 100. god. i ubrzo je postalo dio svakodnevnog života mnogih građana Triera. Pohodili su ga lokalni uglednici, kraljevi službenici, te u doba kasne antike osobno i poneki Rimski car. Nudio je lov na životinje (venationes) i borbe gladijatora na život i smt, te pogubljenja i važne carske obavijesti. Amfiteatar je jedinstven jer je imao još jednu funkciju, kao nijedan drugi, naime služio je kao Istočna gradska vrata. Amfiteatar je dakle bio dio rimskih zidina, ispod planine Petri (sv. Petra), te je iskorištena prirodna padina brda. Ulazi u ovalnu građevinu su na sjeveru i jugu, a ispod arene nalazi se podrum koji je još uvijek sačuvan. Imao je dizala kako za glumce, tako i za iznenadno dovođenje životinja i gladijatora u gladijatorskim borbama. 
Nakon propasti Zapadnog Rimskog Carstva (5. stoljeće) u srednjem vijeku, kao i mnoge druge Trierske građevine, korišten je kao kamenolom.
Danas je amfiteatar turistička atrakcija, s najvećim njemačkim rimskim igrama (Kruha i igara) u kolovozu koje uključuju odglumljene gladijatorske bitke. Rijetko se održavaju koncerti, mjuzikli i druga događanja.

## Vanjske poveznice
- Rimski Trier (njem.)